# Giulio Alberoni
Giulio Alberoni (ur. 31 maja 1664 w Fiorenzuola d’Arda w prowincji Piacenza, zm. 26 czerwca 1752 w Piacenzy) – włoski kardynał i polityk w służbie króla Hiszpanii Filipa V.

## Życiorys
Urodził się niedaleko miasta Piacenza, prawdopodobnie we wsi Fiorenzuola d’Arda w Księstwie Parmy. Jego ojciec był ogrodnikiem. Giulio został księdzem dzięki temu, że dostrzegł go biskup Barni. Alberoni towarzyszył synowi biskupa w podróżach do Rzymu.
W 1706 r., w czasie wojny o sukcesję hiszpańską poznał Ludwika Józefa, marszałka Vendôme, do którego wysłał Alberoniego Franciszek Farnese, książę Parmy. Poprzednio do Vendôme'a wysłany został biskup Parmy, był jednak oburzony zachowaniem francuskiego wodza, który przyjmował gości siedząc na sedesie. Alberoni nie przejmował się takim grubiaństwem, a nawet poniżył się dosłownie całując księcia w pośladek, co próżnemu do wszelkich granic księciu Vendôme bardzo się spodobało. W 1711 roku Vendôme zabrał Alberoniego ze sobą do Hiszpanii, jako swego sekretarza.
W Madrycie poświęcił swą energię propagowaniu Filipa V wśród Hiszpanów. W 1713 Vendôme zmarł a Alberoni został konsulem reprezentującym interesy Parmy na dworze madryckim. Początkowo wpływy Alberoniego były oparte na wpływach księżnej des Ursins. Po śmierci królowej – pierwszej żony Filipa V, Marii Ludwiki Sabaudzkiej, Alberoni współdziałając z francuską damą dworu Marie Anne de La Tremoille doprowadził w 1714 r. do małżeństwa owdowiałego króla z Elżbietą Farnese, córką księcia Parmy.
Alberoniemu trud się opłacił. W ciągu roku został księciem i grandem Hiszpanii a także członkiem rady królewskiej i biskupem miasta Malaga. W 1715 zajmował już pozycję „premiera” a w lipcu 1717 papież Klemens XI, mianował go kardynałem pod presją dworu madryckiego. Alberoni był energicznym administratorem, który reformował hiszpański aparat państwowy na wzór francuskiej administracji doby Colberta z uwzględnieniem hiszpańskiej specyfiki. Stworzył szkołę nawigacji i regularną pocztę obsługującą kolonie amerykańskie. Serią dekretów z 1717 roku Alberoni zmniejszył wpływy grandów w radzie królewskiej. Chciał zreformować ekonomię, w czym pomagał mu francuski ekonomista Jean Orry, zwany „małym Colbertem”.
Zgodnie z linią polityki, jaką preferowała Elżbieta Farnese próbował odzyskać ziemie włoskie Hiszpanii, stracone na skutek wojny o sukcesję hiszpańską. Zorganizował wprawy wojenne: (Sardynia – listopad 1717, Sycylia – lipiec 1718). Wiosną 1719 roku próbował przeprowadzić jakobicki desant w Szkocji. Sprowokowane Austria, Francja, Wielka Brytania i Holandia zawarły poczwórne przymierze (Quadruple Alliance) broniące status quo. 5 grudnia 1719 został zdymisjonowany.
Alberoni wrócił do Włoch, gdzie próbowali go bez powodzenia aresztować agenci papieża Klemensa, teraz jego zaciekłego wroga. Papież zmarł w 1721 roku. Alberoni jako kardynał brał udział w konklawe, które wybrało Innocentego XIII. Po konklawe nowy papież, na prośbę Madrytu, na krótko aresztował Alberoniego. Na następnym konklawe w 1724 r. Alberoni sam był jednym z kandydatów, na którym podobno popierał wybór Benedykta XIII.
Następca Benedykta, Klemens XII został wybrany w 1730 r. Papież ten mianował Alberoniego legatem w Rawennie, którym był do 1740 roku. Powrócił do Piacenzy, gdzie kierował szpitalem San Lazaro leczącym trędowatych. Szpital trzeba było zlikwidować z powodu kłopotów organizacyjnych. W zamian Alberoni stworzył tam szkołę dla biednych chłopców o nazwie Collegio Alberoni. Szkoła ta istnieje po dziś dzień.
Alberoni był znawcą i kolekcjonerem dzieł sztuki oraz wielkim smakoszem. Ulubioną jego potrawą były trufle. Do dziś w Piacenzy serwuje się danie mięsne Coppa del Cardinale, jak głosi legenda wykonywane ściśle według przepisu Alberoniego. W testamencie zapisał 600 000 dukatów założonej przez siebie szkole seminaryjnej.
Kardynał pozostawił po sobie wiele pism, choć przypisywany mu Testament Polityczny wydany w Lozannie w 1753 r. jest prawdopodobnie fałszerstwem.